# Uwu

Стилизованный румяный эмотикон uwu

UwU (стилизуется как UwU) — эмотикон, обозначающий умиление. Символы u изображают глаза, а символ w изображает рот.

## Использование
UwU часто используется как символ умиления, счастья или нежности. Эмотикон популярен в фурри-фэндоме. Также у него есть вариант OwO, используется для обозначения любопытства и недоумения.

## История
Первое известное использование эмотикона относится к аниме-фанфику 2005 года. Происхождение неологизма неизвестно, однако множество людей считают что он появился в интернет-чатах. К 2014 году эмотикон распространился в интернете и, в частности, в Tumblr, став частью интернет-культуры.
Слово uwu включено в обсерваторию слов Королевской академии испанского языка, где определяется как «эмотикон, использующиеся для выражения счастья или нежности».

### Известные случаи использования
22 октября 2018 года официальный аккаунт Twitter написал «uwu» в ответ на твит художника.
В 2020 году аккаунт U.S. Army Esports в Твиттере написал «uwu» в ответ на твит Discord, что вызвало значительную негативную реакцию пользователей Твиттера. Кульминацией этого события стали множественные попытки пользователей максимально быстро добиться своей блокировки в Discord-сервере US Army Esports, ради чего участники отправляли ссылки на статью о военных преступлениях США в Википедии, тем самым провоцировав модераторов.